# دو کارت
دو کارت (به هندی: Do Patti) فیلم هندی دلهره‌آور رازآلود هندی_زبان است که در سال ۲۰۲۴ به نمایش درآمد، کارگردان فیلم شاشانکا چاتورودی بود و نویسندگی آن را کانیکا دیلون انجام داد. بازیگران اصلی فیلم کاجول، کریتی سانون و شهیر شیخ هستند. این اولین تجربه سرمایه‌گذاری ساخت فیلم از سوی سانون است. فیلم دو کارت در روز ۲۵ اکتبر ۲۰۲۴ از طریق نتفلیکس به نمایش درآمد و نقدهای متفاوتی بر آن وارد شد که همراه با تمجید از سانون به خاطر بازی او در دو نقش متفاوت بود.